# Армугон (район Рудаки)
Армуго́н (тадж. Армуғон; до 2008 года — Джайрабулок) — село в районе Рудаки Республики Таджикистан. Входит в состав джамоата (сельской общины) Чоряккорон района Рудаки.
Находится недалеко от г. Душанбе, на расстоянии 24 км от райцентра (пгт. Сомониён) и 7 км от центра общины (село Чоряккорон).
Население — 1425 чел. (2017).